# Мелотерапија
Мелотерапија је примена музике у лечењу болести. 
Здравље као база и основа да се човекова хармонична личност свакодневно потврђује у породици, на раду, у креативном процесу, омогућава сваком бићу стабилност, смиреност, отпорност на деловање немилосрдне свакодневице. Али, исто тако живимо, данас, у време великих емотивних набоја, медиских притисака, трагичних збивања који доприносе психичкој дисхармонији и траже, често хитну помоћ од медицине. Медицина и музика доводе се у везу, још у давној прошлости. Стари народи су патњу и болест често отклањали уз помоћ магијских ритуала чији пратилац је била музика. Већ су следбеници великог Питагоре лечили музиком грозницу и падавицу, јер су сматрали да је болест поремећај свемирског склада чији је производ и човек сам. Платон је увео певање у терапију да би човеку, код кога је тај склад поремећен, брже се вратило здравље, често уз учешће старих инструмената. Тако је мелотерапија почела да се развија. 
Но, тек од XIX века лекари, посебно психолози, почињу да проучавају лековито дејство звука, хармоније, мелодије, боје појединих инструмената у процесу лечења и побољшања стања оболелог човечијег тела и душе. Нарочито се у савременој психијатрији постижу одређени резултати, јер у тој области благотворни утицај музике води оболелог на стазе рехабилитације па и до потпуног оздрављења. Тако се развила куративна метода која ублажава и лечи психички оболеле пацијенте уз помоћ музике. 